# Bezonvaux
Bezonvaux är en kommun i departementet Meuse i regionen Grand Est (tidigare regionen Lorraine) i nordöstra Frankrike. Kommunen ligger i kantonen Charny-sur-Meuse som tillhör arrondissementet Verdun. Kommunen lades i ruiner vid slaget vid Verdun under första världskriget och återuppbyggdes aldrig. År 2022 hade Bezonvaux 0 invånare.

## Befolkningsutveckling
Antalet invånare i kommunen Bezonvaux
| Referens: INSEE |